# Jeroným Makovský z Makova
Jeroným Makovský z Makova, rodným jménem Jeroným Karlů (neznámo – 16. března 1630 Praha), byl český šlechtic a nejvyšší komoří u dvora císaře Rudolfa II.

## Životopis
Narodil se jako Jeroným Karlů matce Regině a otci Jeronýmovi Karlů. Jeho dědeček Vavřinec Makovský byl soběslavský konšel, kterému v roce 1551 císař Ferdinand I. udělil šlechtický predikát a erb z Makova. Vavřinec Makovský měl dva syny, kteří ale neměli žádné potomky. Rod by proto vymřel po meči. Císař Rudolf II. ale v roce 1589 přenesl šlechtický titul na Jeronýma Karlů a jeho bratra Jana.
Po ukončení vzdělání v městské škole se ucházel o místo na dvoře Viléma z Rožmberka, který sídlil v Českém Krumlově. V roce 1592 zemřel a Jeroným Makovský se dostal na dvůr Petra Voka z Rožmberka, kde byl jeho komorníkem.
V roce 1595 byl doporučen pro své alchymistické znalosti císaři Rudolfovi II., který jej přijal. O dva roky později se z něj stal jeho nejvyšší komorník. Získal tak velkou moc, nabyl mění a patřil mezi nejbližší lidi samotného císaře. Rovněž pro císaře nakupoval umělecká díla a předměty. Kupříkladu vlastnil pražský dům u Tří růží.
V roce 1603 jej nahradil Filip Lang z Langenfelsu, který se od Makovského učil. Jeroným Makovský byl obviněn z různých přečinů a následně uvězněn na Točníku, odkud se mu podařilo utéct. V Sasku byl později dopaden a odsouzen k trestu smrti. Trest byl zmírněn a Makovský ve vězení na Křivoklátě strávil více než dvacet let.
V roce 1624 byl z vězení propuštěn, ale většina jeho majetku propadla královské komoře. Za zbylé peníze koupil vesnici Pavlov na Pelhřimovsku. Jeroným Makovský z Makova zemřel v roce 1630 v Praze, kde dožíval s manželkou Reginou. Pohřben byl v kostele sv. Jindřicha.